# Nieuw-Guinea Herinneringskruis
Het Nieuw-Guinea Herinneringskruis werd op 29 september 1962 in een Koninklijk Besluit door koningin Juliana der Nederlanden ingesteld. Het kruis was bestemd voor Nederlandse militairen van de drie krijgsmachtonderdelen die "in de periode tussen 28 december 1949 en 23 november 1962 minimaal drie maanden daadwerkelijk militaire dienst hebben gedaan in het voormalige Nederlands-Nieuw-Guinea of de daaromheen liggende wateren". In het K.B. heet het "Nieuw-Guinea-herinneringskruis", maar ook "Nieuw-Guinea Herinneringskruis" wordt veel gebruikt.
De Nederlandse troepen probeerden Nederlands-Nieuw-Guinea, een Nederlands overzees gebiedsdeel, te beschermen tegen Indonesische infiltraties. Deze Indonesische parachutisten worden in het K.B. besmuikt "kwaadwilligen" genoemd. Ondanks de aanwezigheid van de Nederlandse troepen en een eskader van de Nederlandse vloot moest Nederland, dat internationaal geen steun kreeg, de soevereiniteit overdragen aan de Verenigde Naties. Op de wensen van de Papoeas werd geen acht geslagen.
Het Nieuw-Guinea Herinneringskruis werd in 1962 uitgereikt aan militairen die in de periode tussen 28 december 1949 en 23 november 1962 de genoemde drie maanden daadwerkelijk militaire dienst hebben gedaan in het voormalige Nederlands Nieuw-Guinea of de daaromheen liggende wateren.In de eerste jaren van de 21e eeuw werden de criteria voor toekenning verruimd en zo kwam een kleine groep veteranen alsnog voor het kruis in aanmerking.
Het Nieuw-Guinea Herinneringskruis is een verguld bronzen kruis met verlengde verticale armen.Het kruis is dus langer dan breed. In het midden van het kruis is een gekroonde medaillon gemonteerd. Op dit medaillon is een vijfpuntige ster afgebeeld met het omschrift "NEDERLAND NIEUW-GUINEA". Aan de keerzijde staat de Nederlandse Leeuw, de leeuw uit het rijkswapen, afgebeeld.
Aan militairen die in 1962 hebben deelgenomen aan een gewapend optreden tegen de genoemde "kwaadwilligen" werd een op het lint te bevestigen gesp met het jaartal "1962" uitgereikt.
Het zijden lint waaraan het kruis op de linkerborst gedragen wordt is groen, met aan weerszijden smalle banen van rood, wit en blauw, de rode banen zijn aan de buitenkant geplaatst.
Op de baton wordt de gesp aangegeven door een vijfpuntige vergulde ster. Er zijn afbeeldingen waarop deze ster "omgekeerd" is afgebeeld.